# 川瀬武夫
川瀬 武夫（かわせ たけお、1953年1月26日 - ）は、日本のフランス文学者。早稲田大学名誉教授。専門はステファヌ・マラルメ。

## 来歴
早稲田大学第一文学部仏文科卒業。東京大学大学院人文科学研究科博士課程中退。パリ大学に留学。早稲田大学文学学術院フランス語フランス文学科教授。2023年、定年退任、早稲田大学名誉教授。

## 人物
- 日本におけるマラルメ研究の第一人者である。
- 論文『大正期のネクロフィリア－萩原朔太郎とエドガー・ポー』では、日本の近代詩も論じている。

## 著書
- 『黒い瞳のエロス－ベル・エポックの三姉妹』（ドミニク・ボナ著、共訳、筑摩書房）
- 『シュルレアリスムの射程　言語・無意識・複数性』（鈴木雅雄編、せりか書房）
- 『マラルメ全集』Ⅰ、Ⅲ、Ⅳ、Ⅴ（筑摩書房）ほか